# Піратство в Гвінейській затоці

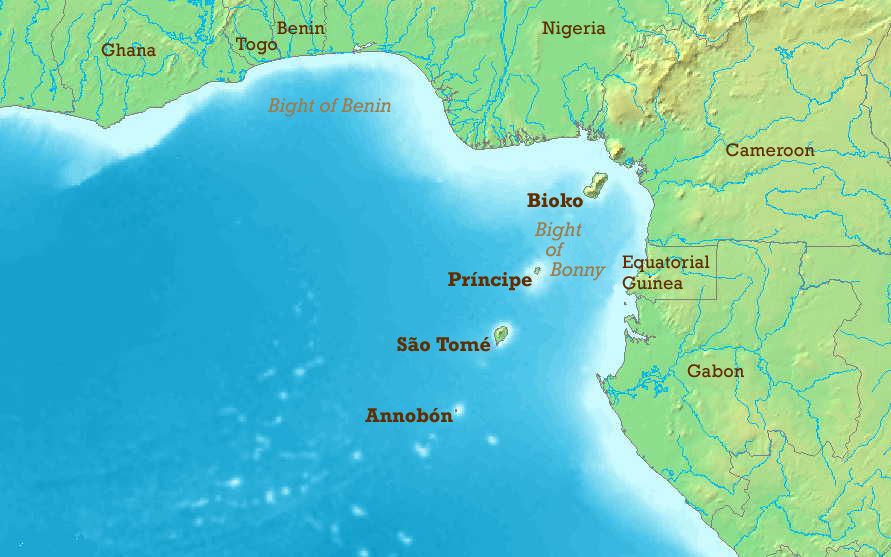
Гвінейська затока

Піратство в Гвінейській затоці впливає на низку країн у Західній Африці, а також міжнародне співтовариство. Починаючи з 2011 року воно стало проблемою глобального масштабу. Пірати в Гвінейській затоці зазвичай являють собою добре озброєні злочинні структури, які використовують насильницькі методи для викрадення нафтовантажів. У 2012 році Міжнародне морське бюро, «Океани без піратства» та «Програма гуманітарних питань морського піратства» повідомили, що кількість нападів західноафриканських піратів на судна досягла високого рівня: протягом року було здійснено 966 нападів на моряків. Згідно з дослідженнями консалтингової корпорації Control Risks, станом на середину листопада 2013 року, пірати Гвінейської затоки в середньому щороку здійснюють близько 100 спроб викрадень, що є третім показником у світі після піратства поблизу Сомалійського півострова та в Малаккській протоці.

## Масштаби проблеми
Піратство в Гвінейській затоці стало розвиватися протягом першого десятиліття XXI століття. Спочатку в Нігерії ризику та нападам піддавалися малі кораблі, що займалися перевезенням працівників і матеріалів для нафтових компаній. З часом пірати стали більш агресивними і краще озброєними.
Станом на 2014 рік, піратські напади в Західній Африці найчастіше відбуваються в територіальних водах, терміналах і портах, а не у відкритому морі, що перешкоджає втручанню міжнародних військово-морських сил. Зазвичай пірати є частиною добре озброєних і складних кримінальних угруповань, які все частіше використовують плавучі бази для здійснення своїх атак. Головною метою місцевих піратів є викрадення вантажів з нафтою. Вони не надають великого значення захопленню членів екіпажу і суден ненафтових вантажів з метою отримання викупу. Більше того, діяльність піратів у Гвінейській затоці характеризується  їх насильницьким способом дії, який часто включає в себе викрадення, тортури і розстріли членів екіпажу. Жорстокі методи використовуються цими групами як частина свідомої «бізнес-моделі» в якій насильство і залякування відіграють важливу роль.
Міжнародною морською організацією ООН було зафіксовано 45 випадків нападу на судна в 2010 році та 64 випадки нападу в 2011 році, однак також багато з них залишаються документально не зафіксованими. Акти піратства перешкоджають торговельним інтересам країн, що перебувають в зоні діяльності піратів. До таких країн належать: Бенін, Того, Кот-д'Івуар, Гана, Нігерія і Демократична Республіка Конго. Приміром, обсяги торгівлі головного порту Беніну в 2012 році впали на 70%. Збитки від діяльності піратів у Гвінейській затоці складають близько 2 млрд доларів США.
2016 року в доповіді американської організації Oceans Beyond Piracy стверджується, що Гвінейська затока стала найнебезпечнішим на Землі місцем для мореплавців.
Раніше пірати переважно захоплювали нафтові танкери через їхній вантаж, але після падіння цін на нафту вони стали викрадати людей заради викупу, до того ж зросла  активність піратів.
У 2015 році сталося 54 подібних інцидентів. Кожні два з трьох захоплень суден у світі припадають на піратів Нігерії і Кот-д'Івуара. 